# Maasvlakte Olie Terminal

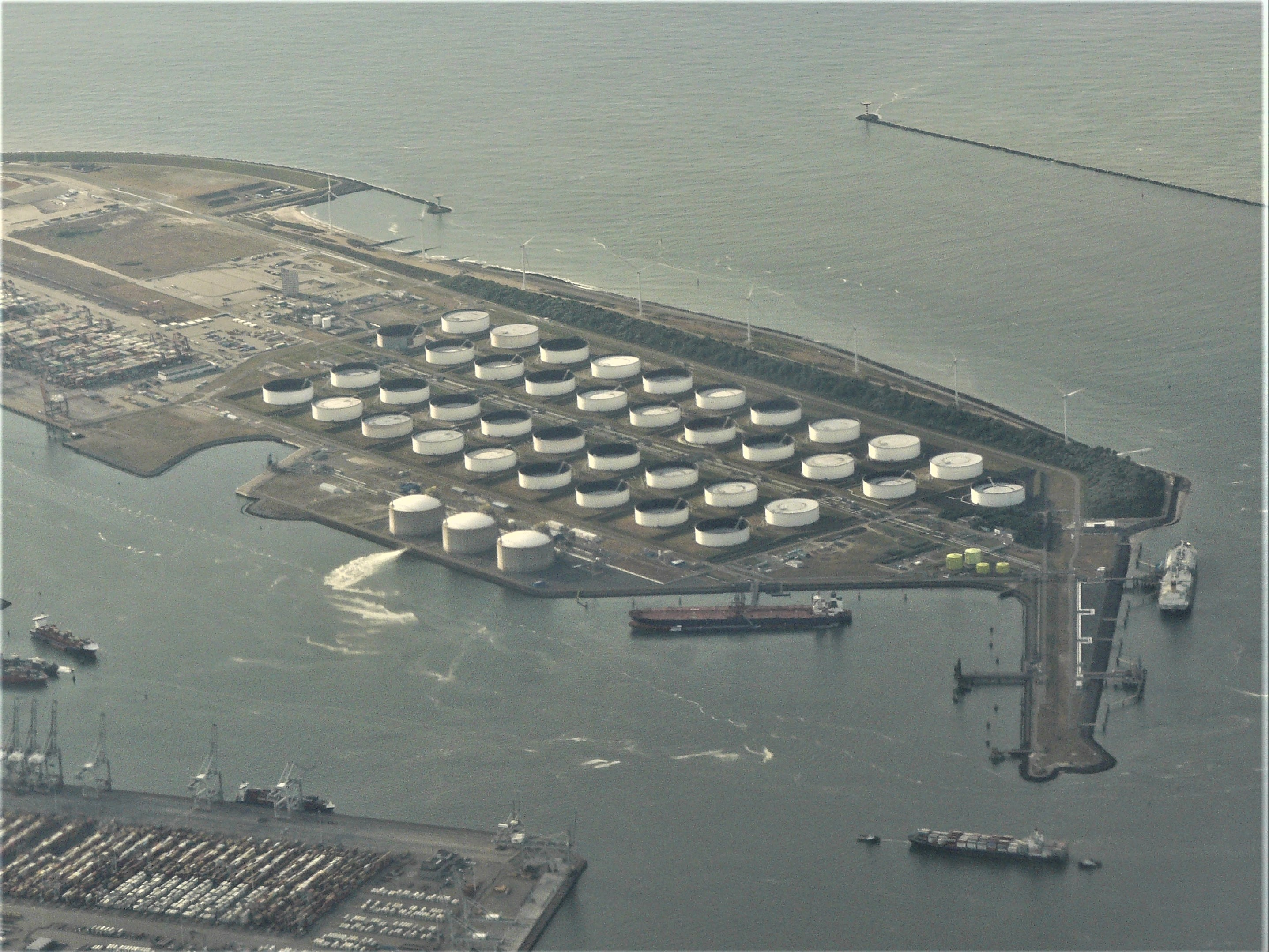
Luchtfoto van de terminal (mei 2022)

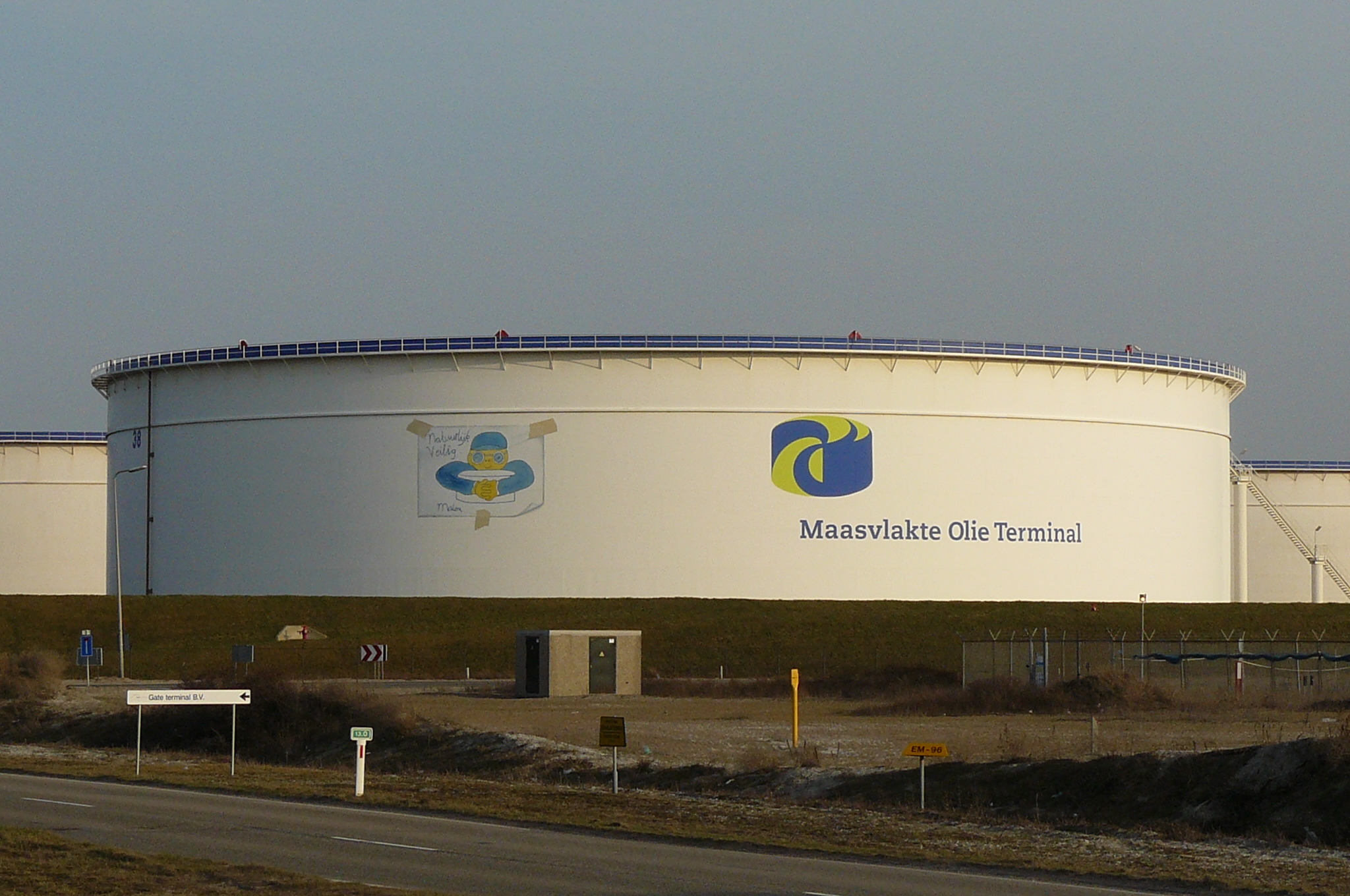
Olieopslagtank met MOT-logo

De Maasvlakte Olie Terminal (MOT) is een los- en opslagplaats (olieterminal) voor aardolie die zich aan het eind van de (eerste) Maasvlakte bevindt. Via MOT wordt ongeveer één derde van alle in Rotterdam ingevoerde aardolie verpompt.

## Beschrijving
MOT is een samenwerkingsverband tussen de meeste grote spelers in opslag en verwerking van aardolie in zuidwest Nederland. De losplaats beschikt over twee steigers aan diep water, waar supertankers (ULCC's) tot ruim 400.000 (DW) ton en 22 meter diepgang gelost kunnen worden. De geloste olie kan in 39 tanks van elk 114.000 m³ opgeslagen worden, elke tank heeft een diameter van 85 meter en een hoogte van 22 meter en deze zijn hiermee de grootste van het Rotterdamse havengebied. Vanuit de terminal lopen pijpleidingen naar elk van de partners, de langste leiding loopt naar Zeeland Refinery in Vlissingen en is 140 km lang.
De gehele terminal wordt vanuit een centrale controlekamer met een geavanceerd computersysteem op afstand bestuurd.

### Partners en aandeelhouders
De MOT-partners en -aandeelhouders zijn:
- BP
- Esso
- Shell
- TotalEnergies
- Vopak
- Aramco Overseas

Alle zes hebben een belang van 16,7% in MOT.
In maart 2017 gaf Gunvor aan zijn belang in de MOT te gaan verkopen. Gunvor wil medio 2017 de transactie afronden en het bedrijf wil zich meer focussen op Noord-Amerika. In oktober nam Aramco Overseas, een dochteronderneming van de Saoedische staatsoliemaatschappij Saudi Aramco het belang over.

## Varia
Bij een storm in januari 2007 sloeg bij het tegenoverliggende ECT een containerschip los, het kwam terecht tegen een van de MOT-steigers. De steiger werd gedeeltelijk vernield en ongeveer 1300 m³ olie belandde in de haven. De schade werd inclusief schoonmaakkosten geschat op een bedrag tussen de 17 en 20 miljoen euro. Omdat de steiger in de toekomst toch verplaatst zou moeten worden om de toegang tot de Tweede Maasvlakte te verruimen is besloten een nieuwe steiger op een andere plaats te realiseren.
In november 2009 is MOT begonnen met een uitbreiding van de olieopslagcapaciteit. Er zijn drie nieuwe opslagtanks met een totale capaciteit van 343.500 m³ bijgebouwd. Het aantal tanks van MOT kwam hiermee op 39 met een totale opslagcapaciteit van 4,4 miljoen m³. Deze nieuwe tanks zijn per 1 september 2011 in gebruik genomen.
Tegelijkertijd werd aan weerszijden van de MOT gewerkt aan de bouw van de Gate terminal, waarvan de steigers aan de kant van de Nieuwe Waterweg komen te liggen, het vloeibare aardgas wordt via een pijpleiding over het terrein van de MOT naar opslagtanks aan de kant van de Yangtzehaven gepompt, deze is in 2011 in bedrijf genomen.
Tussen het terrein van MOT en de ernaast gelegen containerterminal, Euromax, is in 2011 door Oranje-Nassau Energie een aardgasveld aangeboord. Het op deze locatie gewonnen aardgascondensaat wordt sinds medio 2014 via een nieuw aangelegde pijpleiding naar tanks bij MOT verpompt.